# Kalik
Kalik — торговельна марка пива, що виробляється на Багамських Островах броварнею Commonwealth Brewery, яка належить до виробничих активів одного з найбільших виробників пива у світі корпорації Heineken International.
Виробляється з 1988 року. Щорічні обсяги виробництва складають понад 40 мільйонів пляшок, на пиво цієї торговельної марки припадає понад 50% внутрішнього ринку пива Багамських Островів.  

## Асортимент пива
Наразі під торговельною маркою Kalik виробляються три сорти пива:
- Kalik — світле пиво з вмістом алкоголю 5,0%;
- Kalik Gold — міцне пиво з вмістом алкоголю 7,0%;
- Kalik Light — полегшене світле пиво з вмістом алкоголю 4,9%;